# Renault DeZir
La Renault DeZir est un véhicule électrique prototype concept-car coupé sport GT, du constructeur automobile français Renault, présenté au Mondial de l'automobile de Paris 2010.

## Historique
Ce concept-car est le premier projet du nouveau responsable design de Renault, Laurens van den Acker. Selon Renault, la DeZir « pose les bases du design des futurs véhicules de la marque ».
En 2010, Laurens van den Acker va créer six concept-cars (DeZir, R-Space, Captur, Frendzy, Twin’run et Initiale Paris) qui vont chacun correspondre à un pétale d'une marguerite symbolisant un moment « du cycle de la vie » (Love, Explore, Family, Work , Play et Wisdom), qui vont initier les nouvelles familles Renault Clio, Captur, Mégane, Scénic, Kadjar, Talisman  et Espace. La DeZir est le premier pétale de cette marguerite et correspond au cycle de vie « Love ».
En 2016, la Renault TreZor est le premier pétale de la seconde marguerite des concept-cars Renault créée par Laurens van den Acker. Elle inaugure une nouvelle série de six concept-cars et correspond au cycle de vie « Love » comme DeZir six ans plus tôt. On retrouve ainsi une filiation entre les deux concept-cars.

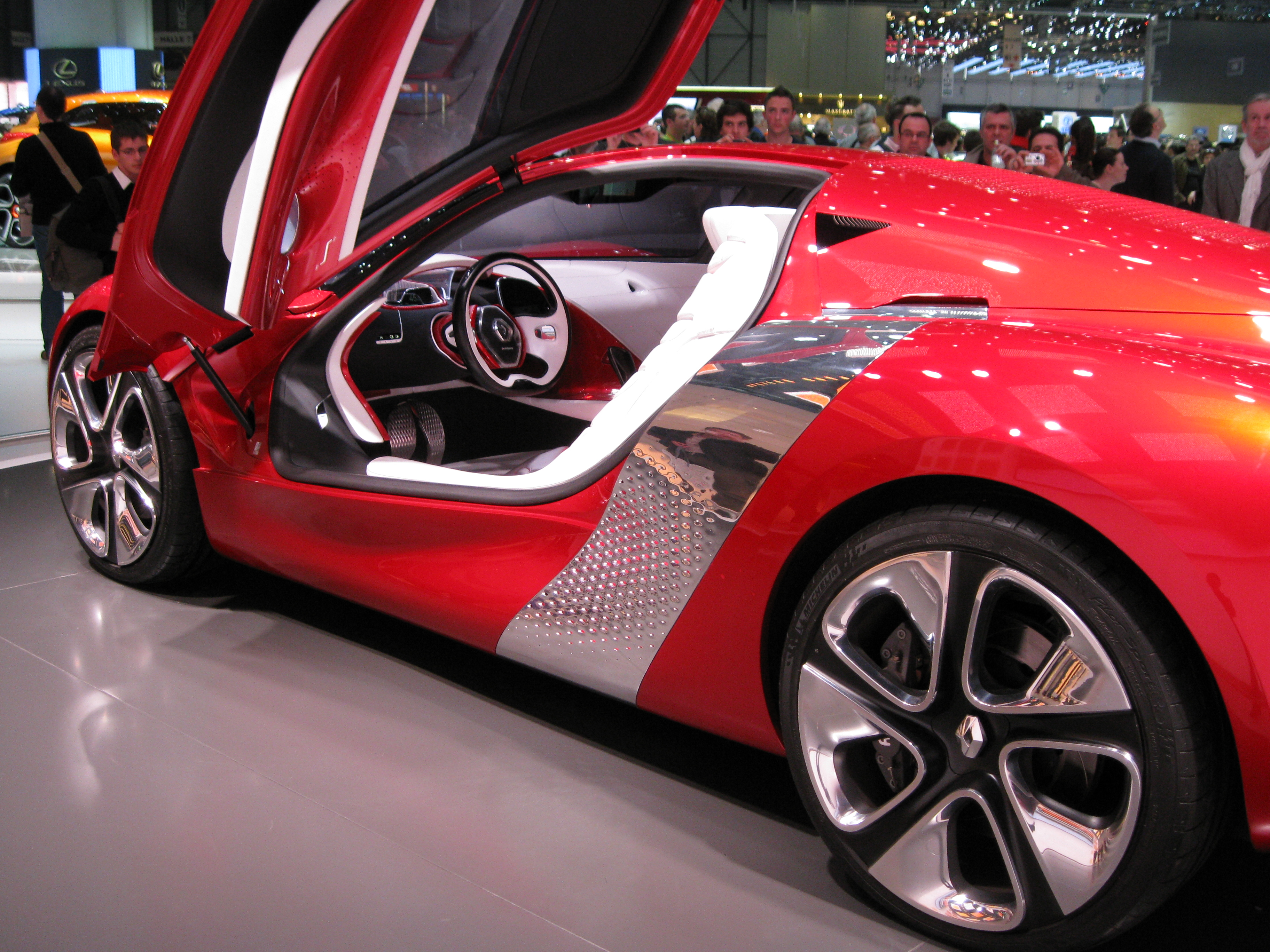
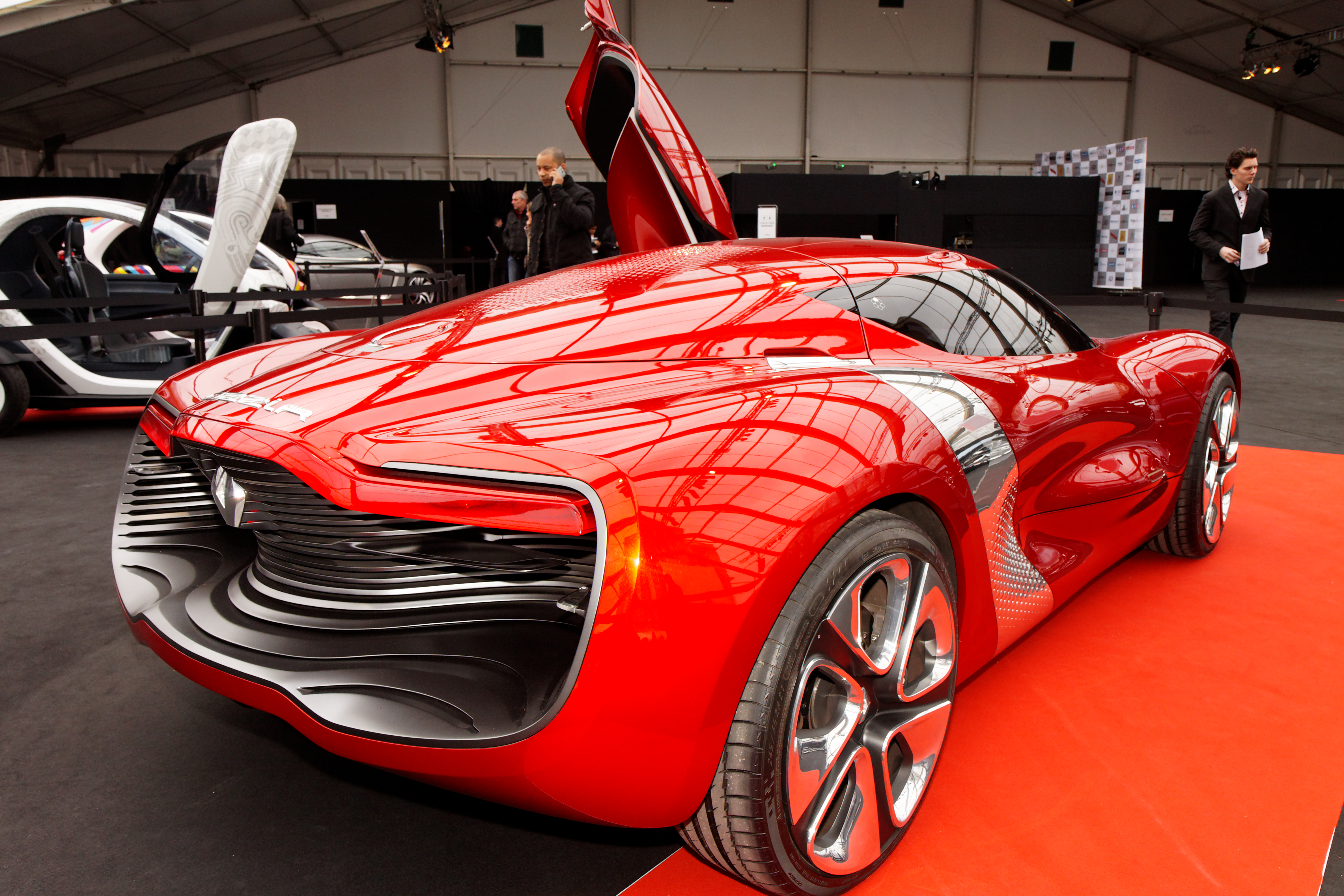

La coque de la DeZir, dessinée par le designer Yann Jarsalle, repose sur un châssis tubulaire en acier et est réalisée en kevlar pour alléger l'ensemble. 
Le véhicule est motorisé par un moteur électrique en position centrale arrière de 110 kW / 150 ch avec une batterie Lithium Ion de 24 kWh permettant une autonomie de 160 km pour une vitesse maximum de 180 km/h.

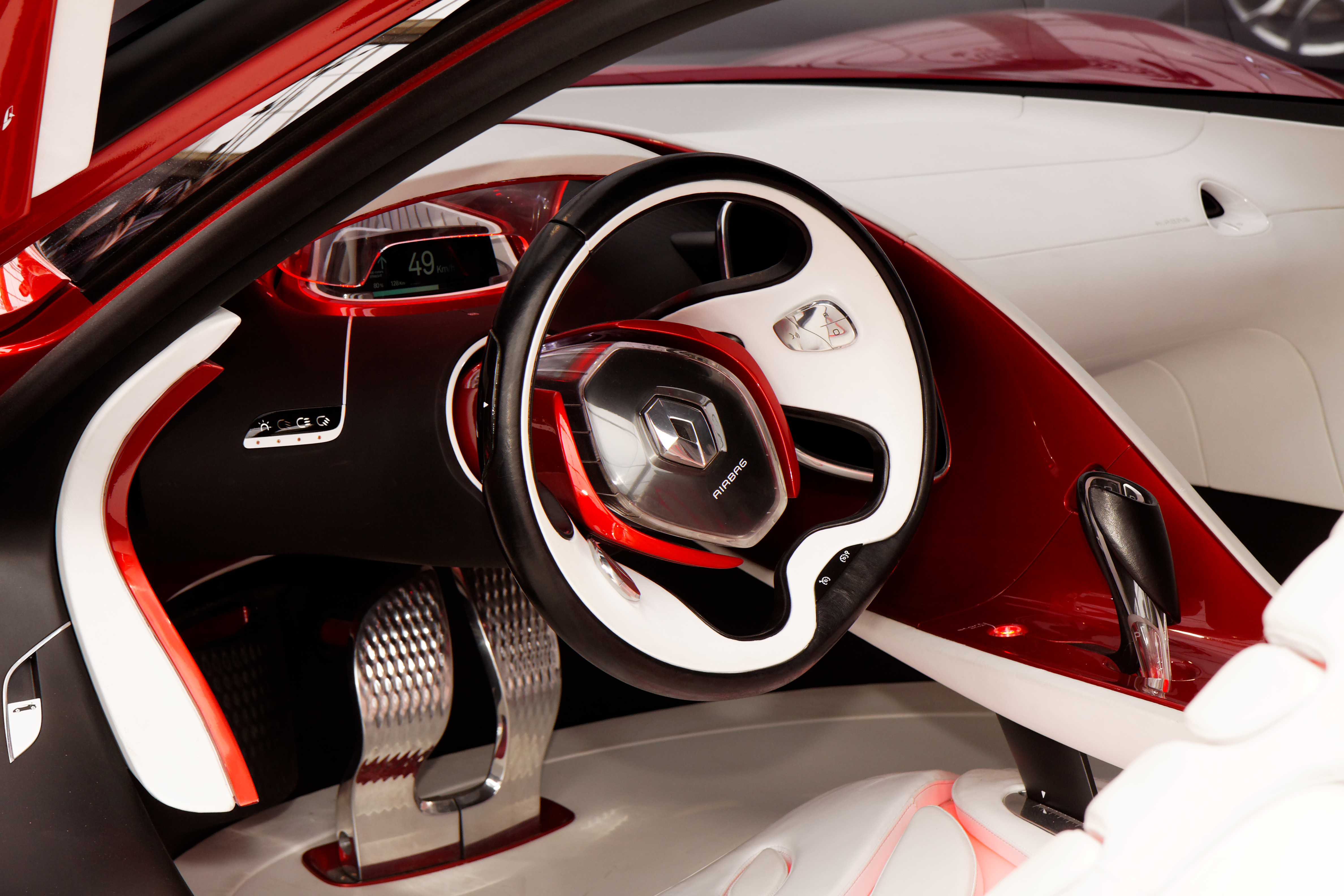
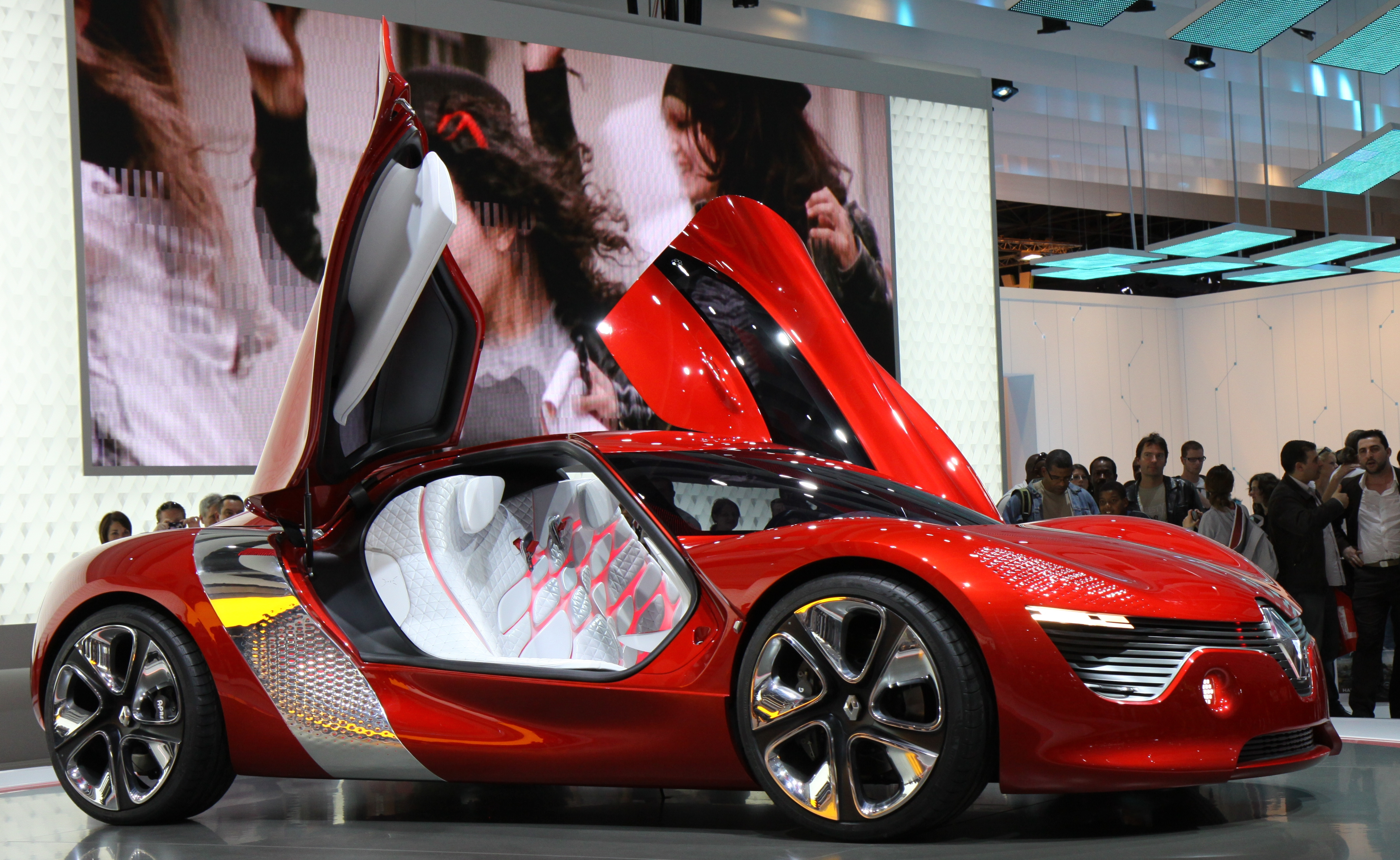

Trois modes de recharge sont disponibles : 
- 8 heures avec une prise domestique standard
- 20 minutes pour une recharge à 80 % avec une prise de courant triphasé 400 V
- Échange de batterie grâce à la technologie « Quick Drop » de Renault.

Renault a confié à l'IRCAM (Institut de recherche en acoustique et en musique) l'acoustique de ses futurs véhicules électriques.

## Esthétique de la DeZir
En plus de sa coque aérodynamique en kevlar, la DeZir est dotée de deux caméras de rétrovision  pour offrir une vision panoramique, mais aussi de portes en élytre. Les couleurs sportives de ce concept car (blanc et rouge passion) ponctuent sa puissance. La sellerie de la DeZir est en cuir blanc.

## Véhicules inspirés par la DeZir
- 2012 : Renault Alpine A110-50
- 2012 : Renault Clio IV
- 2016 : Renault TreZor